# Agrochola albirena
Agrochola albirena är en fjärilsart som beskrevs av Charles Boursin 1956. Agrochola albirena ingår i släktet Agrochola och familjen nattflyn. Inga underarter finns listade i Catalogue of Life.